# 漢娜 (電視劇)
《漢娜》（英語：Hanna）是一部美國動作劇情類型的網絡電視劇集，根據2011年電影《少女殺手的奇幻旅程》改編。由英國新人演員艾絲·克蕾德-梅邁爾斯飾演女主角漢娜，大衛·法爾編劇，莎拉·阿迪娜·史密斯執導，2019年2月3日在亞馬遜影片首播。第一季共8集於2019年3月29日一次性播出。2019年4月，亞馬遜影片續訂劇集第二季，於2020年7月3日播出。第三季目前正在制作中，并将于2021年播出。

## 概要
非凡的少女漢娜需要逃避一名中情局秘密特工梅麗莎的追緝，並探尋自己的身世真相。

## 演員與角色

### 主要角色
- 艾絲·克蕾德-梅邁爾斯（英语：Esme Creed-Miles） 飾演 漢娜（Hanna）

- 喬爾·金納曼 飾演 艾瑞克（Erik）

- 米瑞·伊諾斯（英语：Mireille Enos） 飾演 梅麗莎（Marissa）

### 客串角色
- 尤安娜·庫里克（英语：Joanna Kulig） 飾演 喬安娜（Johanna）

## 製作

### 開發
2017年5月23日，亞馬遜影片直接預訂該劇集整季。電影版的聯合編劇將執筆為劇集創作劇本。執行製片人包括馬蒂·阿黛爾斯坦、貝基·克萊門茨、斯科特·尼姆斯和喬安·阿爾法諾，製作公司包括明日工作室和NBC環球國際工作室。
2018年2月8日，莎拉·阿迪娜·史密斯確認執導劇集，沃克泰托電影公司將參與製作，蒂姆·貝文和埃里克·費爾納增加為執行製片人。2019年4月，亞馬遜影片續訂劇集第二季，於2020年7月3日播出。

### 選角
2018年2月8日，米瑞·伊諾斯、喬爾·金納曼和艾絲·克蕾德-梅邁爾斯確認出演劇集主要角色。

### 拍攝
2018年3月，在匈牙利、斯洛伐克、西班牙和英國開啟主體拍攝。

## 宣傳與發行
2019年1月4日，劇集發佈了先行預告片。1月7日，第二支先行預告片發佈。
《漢娜》第一季預定於2019年3月29日首播。1月30日，劇集在第五十三屆超級盃中場期間播出了新的先行預告片。2月3日，第1集在亞馬遜影片限時24小時提前首播。

## 劇集
| 季數 | 集数 | 集数 | 首播日期     | 首播日期     |
| ---- | ---- | ---- | ------------ | ------------ |
| 1    | 8    | 8    | 2019年2月3日 | 2019年2月3日 |
| 2    | 8    | 8    | 2020年7月3日 | 2020年7月3日 |

### 第一季（2019年）
| 總集數 | 集數 | 標題 | 譯名 | 導演               | 編劇            | 首播日期                                             |
| ------ | ---- | ---- | ---- | ------------------ | --------------- | ---------------------------------------------------- |
| 1      | 1    |      | 森林 | 莎拉·阿迪娜·史密斯 | 大衛·法爾       | 2019年2月3日（24小時預覽） 2019年3月29日（正式播出） |
| 2      | 2    |      | 朋友 | 莎拉·阿迪娜·史密斯 | 大衛·法爾       | 2019年3月29日                                        |
| 3      | 3    |      | 城市 | 喬恩·瓊斯          | 大衛·法爾       | 2019年3月29日                                        |
| 4      | 4    |      | 父親 | 喬恩·瓊斯          | 大衛·法爾       | 2019年3月29日                                        |
| 5      | 5    |      | 小鎮 | 艾米·尼爾          | 英格博格·托普索 | 2019年3月29日                                        |
| 6      | 6    |      | 母親 | 艾米·尼爾          | 大衛·法爾       | 2019年3月29日                                        |
| 7      | 7    |      | 道路 | 安德斯·恩斯特龍    | 大衛·法爾       | 2019年3月29日                                        |
| 8      | 8    |      | 優卓 | 安德斯·恩斯特龍    | 大衛·法爾       | 2019年3月29日                                        |

### 第二季（2020年）
| 總集數 | 集數 | 標題 | 譯名         | 導演                | 編劇          | 首播日期     |
| ------ | ---- | ---- | ------------ | ------------------- | ------------- | ------------ |
| 9      | 1    |      | 安全         | 伊娃·于頌           | 大衛·法爾     | 2020年7月3日 |
| 10     | 2    |      | 藥物實驗     | 伊娃·于頌           | 大衛·法爾     | 2020年7月3日 |
| 11     | 3    |      | 前往綠地莊園 | 伊娃·于頌           | 保羅·沃特斯   | 2020年7月3日 |
| 12     | 4    |      | 歡迎米雅     | 乌格拉·豪克斯多蒂尔 | 勞拉·洛瑪斯   | 2020年7月3日 |
| 13     | 5    |      | 哀悼之道     | 乌格拉·豪克斯多蒂尔 | 妮娜·西格爾   | 2020年7月3日 |
| 14     | 6    |      | 與我們同在   | 乌格拉·豪克斯多蒂尔 | 夏洛特·漢布林 | 2020年7月3日 |
| 15     | 7    |      | 塔西佗       | 大衛·法爾           | 大衛·法爾     | 2020年7月3日 |
| 16     | 8    |      | 名單         | 大衛·法爾           | 大衛·法爾     | 2020年7月3日 |

## 資料來源
1. ↑  . Instagram.   [2021-05-27] （中文（中国大陆））.
2. ↑  ,   [2021-05-27]
3. 1 2 3 4  Andreeva, Nellie. . Deadline Hollywood. 2018-02-08  [2019-01-04]. （原始内容存档于2021-03-03） （美国英语）.
4. ↑  Burt, Kaytl. . Den of Geek!. Dennis Publishing Limited. 2017-05-24  [2019-01-04]. （原始内容存档于2019-03-31） （美国英语）.
5. ↑  Andreeva, Nellie. . Deadline Hollywood. 2017-05-23  [2019-01-04]. （原始内容存档于2020-11-12） （美国英语）.
6. ↑  Holloway, Daniel. . Variety. 2017-05-23  [2019-01-04]. （原始内容存档于2021-02-03） （美国英语）.
7. ↑  Sandberg, Bryn Elise. . The Hollywood Reporter. 2017-05-23  [2019-01-04]. （原始内容存档于2021-02-03） （美国英语）.
8. ↑  Petski, Denise. . Deadline Hollywood. 2019-04-11  [2019-04-11]. （原始内容存档于2019-04-11） （美国英语）.
9. ↑  . The Futon Critic. 2020-04-29 （美国英语）.
10. ↑  Nemetz, Dave. . TVLine. 2018-02-08  [2019-01-04]. （原始内容存档于2021-04-19） （美国英语）.
11. ↑  Goldberg, Lesley. . The Hollywood Reporter. 2018-02-08  [2019-01-04]. （原始内容存档于2021-04-17） （美国英语）.
12. ↑  . Europa Press (Almería). 2018-05-23  [2019-01-04]. （原始内容存档于2020-11-04） （西班牙语）.
13. ↑  D.M. . Diario de Almería (Grupo Joly). 2018-05-24  [2019-01-04]. （原始内容存档于2019-11-30） （西班牙语）.
14. ↑  Greene, Steve. . IndieWire. 2019-01-04  [2019-01-09]. （原始内容存档于2021-01-24） （美国英语）.
15. ↑  Yeoman, Kevin. . screenrant. 2019-01-07  [2091-01-09]. （原始内容存档于2019-12-19） （美国英语）.
16. ↑  Thrillist Entertainment. . thrillist. 2019-01-07  [2019-01-09]. （原始内容存档于2021-01-25） （美国英语）.
17. 1 2  Pedersen, Erik. . Deadline Hollywood. 2019-01-30  [2019-01-30]. （原始内容存档于2021-02-13） （美国英语）.
18. ↑  Bennett, Anita. . Deadline Hollywood. 2019-02-03  [2019-02-03]. （原始内容存档于2021-01-19） （美国英语）.
19. 1 2  . Amazon Prime.   [2020-07-14]. （原始内容存档于2021-01-21）.

## 外部連結
- 互联网电影数据库（IMDb）上《漢娜》的资料（英文）
- 爛番茄上《漢娜》的資料（英文）